# Holsljunga
Holsljunga är en tätort i Svenljunga kommun i Västergötland. Orten är belägen i Holsljunga socken vid Holsjön 17 km sydöst om Svenljunga utmed länsväg 154 (Falkenberg–Borås).

## Etymologi
Holsljunga kallades 1366 Hulsaliungga, av sjönamnet Hulsio, vilket avser Holsjön och anses betyda Hålsjön. Efterleden ljunga kommer av ljunghed eller liknande. Uttal ungefär som "Holl-sjunga" förekommer i trakten. Används bland andra av Västtrafik för det programmerade hållplatsutropet i bussarna.

## Historia
Tätorten Holsljunga ligger cirka 1 km sydost om Holsljunga kyrkby med Holsljunga kyrka, som invigdes 1835. På den platsen har det funnits kyrka sedan medeltiden. C. M. Rosenberg använder 1883 namnet Holtsljunga om denna "socken i Kinds härad". Det samlade fastighetsvärdet anges till 281 400 kronor och de 1033 invånarna hade Östra Frölunda som närmaste poststation.
Orten präglades under 1800-talet av företagaren Anders Jönsson i Bredgården (1816–1890), som startade en framgångsrik vävnadsförläggarverksamhet. Jönsson köpte gården Bredgården där han på 1850-talet lät uppföra en ny påkostad huvudbyggnad i empirstil som kompletterade de två flyglar som funnits sedan tidigt 1800-tal. Gården är bevarad som privatbostad.
År 1876 köpte Anders Jönsson hälften av aktierna i Borås väveriaktiebolag, sedermera Borås Wäfveri. Jönssons barndomshem, Fällhult, finns idag bevarat i friluftsmuseet Ramnaparken i Borås.
Holsjunga etablerades som stationssamhälle när Falkenbergs Järnväg invigdes här 1899.
Holsljunga skola byggdes 1951. Skolan var länge nedläggningshotad och år 2021 fattades beslutet om nedläggning. Redan innan nedläggningen var fullt beslutad hade en friskola planerat att ta över lokalen. Friskolan fick namnet Ljunghaga skola och inledde verksamheten i augusti 2023.

### Befolkningsutveckling
| Befolkningsutvecklingen i Holsljunga 1975–2020 | Befolkningsutvecklingen i Holsljunga 1975–2020 | Befolkningsutvecklingen i Holsljunga 1975–2020 | Befolkningsutvecklingen i Holsljunga 1975–2020 | Befolkningsutvecklingen i Holsljunga 1975–2020 |
| ---------------------------------------------- | ---------------------------------------------- | ---------------------------------------------- | ---------------------------------------------- | ---------------------------------------------- |
|                                                |                                                |                                                |                                                |                                                |
| År                                             |                                                |                                                | Folkmängd                                      | Areal (ha)                                     |
| 1975                                           | 1975                                           |                                                | 214                                            |                                                |
| 1980                                           | 1980                                           |                                                | 250                                            |                                                |
| 1990                                           | 1990                                           |                                                | 290                                            | 34                                             |
| 1995                                           | 1995                                           |                                                | 285                                            | 34                                             |
| 2000                                           | 2000                                           |                                                | 245                                            | 35                                             |
| 2005                                           | 2005                                           |                                                | 258                                            | 35                                             |
| 2010                                           | 2010                                           |                                                | 255                                            | 35                                             |
| 2015                                           | 2015                                           |                                                | 241                                            | 40                                             |
| 2020                                           | 2020                                           |                                                | 214                                            | 40                                             |
| Anm.: Ny tätort 1975                           |                                                |                                                |                                                |                                                |

## Samhället
Sjön, som avrinner till Ätran, har här en badstrand. Här finns en mekanisk verkstad, snickeri och en sommarcamping vid sjön.  

## Personer från orten
I Holsjunga bodde väckelsepredikanten Jacob Otto Hoof (1768–1839), och hans "prediko-sten" räknas som en av traktens sevärdheter.